# Cyril Holland
Cyril Holland (5 de junio de 1885 - 9 de mayo de 1915), nacido como Cyril Wilde, fue el primer hijo del matrimonio entre Oscar Wilde y Constance Lloyd, y hermano de Vyvyan Holland. Como informó Vyvyan en su autobiografía, Hijo de Oscar Wilde, Oscar fue un devoto y amoroso padre para sus dos hijos y su infancia fue relativamente feliz.
Sin embargo, después de la caída infame de Oscar, Constance decidió tomar el apellido de Holland para los niños y ella misma. Ella llevó a los niños a Suiza y después los matriculó en una escuela de habla inglesa en Alemania. Vyvyan fue infeliz allí. Debido a esto y para mejorar su seguridad, Vyvyan fue trasladado a un colegio de los jesuitas en Mónaco y, posteriormente, asistió al Stonyhurst College, también dirigido por los jesuitas. Sin embargo, Cyril permaneció en la escuela en Alemania. Después de la muerte de Constance en 1898, sus familiares buscaron un abogado para evitar que Oscar pudiese ver a sus hijos de nuevo. Desde 1899 y hasta 1903, los hermanos Holland asistieron al Radley College. Después de salir de la escuela, Cyril se convirtió en un cadete en el Colegio Militar Real de Woolwich, y fue comisionado como segundo teniente el 20 de diciembre de 1905. Fue ascendido a teniente el 20 de diciembre de 1908, y sirvió en el Reino Unido hasta que se le envió a la India, donde se desempeñó desde septiembre de 1911 hasta 1914. Obtuvo el cargo de capitán el 30 de octubre de 1914.
Cuando la Primera Guerra Mundial estalló, fue enviado de regreso a Europa y participó en la batalla de Neuve Chapelle, donde fue abatido por un francotirador alemán, el 9 de mayo de 1915 durante la Batalla de Festubert. Fue enterrado en el cementerio militar San Vaast Post.